# Yukinba

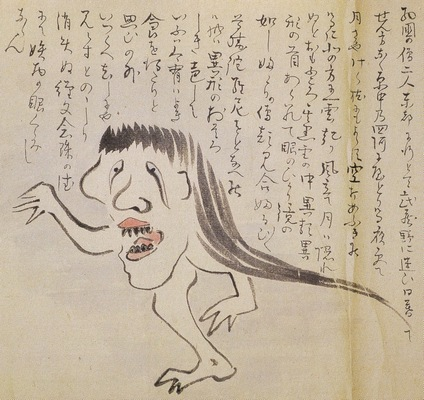
Illustration d'un Yukinba tirée du Bakemono-Emaki.

 (février 2023).
Si vous disposez d'ouvrages ou d'articles de référence ou si vous connaissez des sites web de qualité traitant du thème abordé ici, merci de compléter l'article en donnant les références utiles à sa vérifiabilité et en les liant à la section « Notes et références ».
Yukinba (雪婆, yukinba, aussi appelé Yukibaba) est un yōkai (démon) du folklore japonais. Il se trouve près de la ville de Matsuno, district de Kitauwa, préfecture d'Aichi. Il apparaît les jours de neige, marchant de son unique jambe sur la neige et y laissant ses empreintes.